# Râul Fundoaia, Ștefănița
Râul Fundoaia este un curs de apă, afluent al râului Ștefănița. 